# José María Jorró
José María Jorró (Sant Sebastià, 1892 - ?) fou un futbolista basc de la dècada de 1900.

## Trajectòria
Començà a jugar al FC Irish. La temporada 1901-02 va jugar de porter al segon equip del Club Espanyol de Football. Entre 1902 i 1904 jugà al FC Barcelona, ja com a davanter, arribant a disputar un partit en el Campionat de Catalunya. Amb posterioritat juga a la Salut SC.